# Xã Oak Creek, Quận Bottineau, Bắc Dakota
Xã Oak Creek (tiếng Anh: Oak Creek Township) là một xã thuộc quận Bottineau, tiểu bang Bắc Dakota, Hoa Kỳ. Năm 2010, dân số của xã này là 24 người.